# 花叶地锦
花叶地锦（学名：Parthenocissus henryana）是葡萄科地锦属的植物，为中国的特有植物。分布于中国大陆的云南、贵州、四川、甘肃、陕西、河南、湖北、广西等地，生长于海拔160米至1,500米的地区，常生于沟谷岩石上和山坡林中。

## 别名
红叶爬山虎（《经济植物手册》）、药叶爬山虎（《拉汉种子植物名称》）